# Korać-Cup 1976/77
Die Saison 1976/77 war die 6. Spielzeit des Korać-Cup, der von der FIBA Europa ausgetragen wurde.
Den Titel gewann wie im Vorjahr Jugoplastika Split aus Jugoslawien.

## Modus
Es nahmen 27 Mannschaften aus 13 Nationen teil. Zuerst spielten zehn Teams in der 1. Runde um den Einzug in die nächste Runde. Die Gewinner dieser Duelle trafen in der 2. Runde auf 15 gesetzte Teams. Die Gewinner dieser Spiele qualifizierten sich für die Gruppenphase. Die Gruppenphase bestand aus vier Gruppen mit je drei Teams. Der Erstplatzierte jeder Gruppe erreichte das Halbfinale, gefolgt vom Finale.
Die Sieger der Spielpaarungen in Runde 1, Runde 2 und im Halbfinale wurden in Hin- und Rückspiel ermittelt. Das Finale wurde in einem Spiel an einem neutralen Ort ausgetragen.

## Teilnehmer
| Teilnehmer     | Teilnehmer | Teilnehmer             | Teilnehmer         | Teilnehmer                 | Teilnehmer           |
| Land           | Anzahl     | Mannschaften           | Mannschaften       | Mannschaften               | Mannschaften         |
| -------------- | ---------- | ---------------------- | ------------------ | -------------------------- | -------------------- |
| Frankreich     | 4          | AS Berck Basket        | Caen BC            | ESM Challans               | SC Moderne Le Mans   |
| Griechenland   | 4          | Panathinaikos Athen    | Panionios Athen    | Aris Thessaloniki          | Iraklis Thessaloniki |
| Italien        | 4          | Alco Fortitudo Bologna | Snaidero Udine     | Canon Reyer Venezia Mestre | Stella Azzurra Rom   |
| Belgien        | 2          | Standard Lüttich BC    | Èveil Monceau      |                            |                      |
| Bulgarien      | 2          | Balkan Botewgrad       | ZSKA Sofia         |                            |                      |
| BR Deutschland | 2          | SSV Hagen              | MTV Gießen         |                            |                      |
| Israel         | 2          | Hapoel Ramat Gan       | Hapoel Tel Aviv    |                            |                      |
| Jugoslawien    | 2          | Bosna Sarajevo         | Jugoplastika Split |                            |                      |
| Österreich     | 1          | ABC Maximarkt Wels     |                    |                            |                      |
| Polen          | 1          | Polonia Warschau       |                    |                            |                      |
| Portugal       | 1          | Sangalhos DC           |                    |                            |                      |
| Sowjetunion    | 1          | MBK Dynamo Moskau      |                    |                            |                      |
| Türkei         | 1          | Karşıyaka SK           |                    |                            |                      |

## 1. Runde
|                            | Gesamt  |                        | Hinspiel | Rückspiel |
| -------------------------- | ------- | ---------------------- | -------- | --------- |
| Sangalhos DC               | 109:205 | Alco Fortitudo Bologna | 68:97    | 41:108    |
| Snaidero Udine             | 175:172 | ABC Maximarkt Wels     | 92:85    | 83:87     |
| Panathinaikos Athen        | 152:153 | Standard BC Lüttich    | 90:75    | 62:78     |
| Canon Reyer Venezia Mestre | 213:167 | Karşıyaka SK           | 89:58    | 87:84     |
| Iraklis Thessaloniki       | 147:187 | Bosna Sarajevo         | 83:91    | 64:96     |

## 2. Runde
|                            | Gesamt  |                        | Hinspiel | Rückspiel |
| -------------------------- | ------- | ---------------------- | -------- | --------- |
| Panionios Athen            | 191:181 | Alco Fortitudo Bologna | 72:96    | 58:89     |
| Balkan Botewgrad           | 164:170 | Snaidero Udine         | 88:69    | 76:101    |
| AS Berck Basket            | 181:172 | MTV Gießen             | 100:83   | 81:91     |
| Caen BC                    | 210:172 | SSV Hagen              | 114:69   | 96:103    |
| Standard Lüttich BC        | 194:165 | Polonia Warschau       | 113:82   | 81:83     |
| Canon Reyer Venezia Mestre | 140:129 | ESM Challans           | 82:60    | 58:69     |
| Hapoel Ramat Gan           | 157:149 | Èveil Monceau          | 86:68    | 71:81     |
| ZSKA Sofia                 | 195:202 | Bosna Sarajevo         | 117:100  | 78:102    |
| Aris Thessaloniki          | 147:198 | Stella Azzurra Rom     | 79:80    | 68:118    |
| Hapoel Tel Aviv            | 174:166 | SC Moderne Le Mans     | 100:79   | 74:87     |

- Außerdem für die Gruppenphase gesetzt:  Jugoplastika Split (Titelverteidiger) &  Dynamo Moskau (Freilos)

## Gruppenphase

### Gruppe A
| Team               | Sp | S | N | P+  | P-  |
| ------------------ | -- | - | - | --- | --- |
| 1. AS Berck Basket | 4  | 3 | 1 | 401 | 386 |
| 2. Dynamo Moskau   | 4  | 2 | 2 | 386 | 378 |
| 3. Snaidero Udine  | 4  | 1 | 3 | 370 | 393 |

### Gruppe B
| Team                      | Sp | S | N | P+  | P-  |
| ------------------------- | -- | - | - | --- | --- |
| 1. Alco Fortitudo Bologna | 4  | 3 | 1 | 354 | 339 |
| 2. Bosna Sarajevo         | 4  | 3 | 1 | 388 | 369 |
| 3. Hapoel Tel Aviv        | 4  | 0 | 4 | 361 | 395 |

### Gruppe C
| Team                  | Sp | S | N | P+  | P-  |
| --------------------- | -- | - | - | --- | --- |
| 1. Stella Azzurra Rom | 4  | 4 | 0 | 355 | 325 |
| 2. Caen BC            | 4  | 2 | 2 | 374 | 330 |
| 3. Hapoel Ramat Gan   | 4  | 0 | 4 | 330 | 404 |

### Gruppe D
| Team                    | Sp | S | N | P+  | P-  |
| ----------------------- | -- | - | - | --- | --- |
| 1. Jugoplastika Split   | 4  | 4 | 0 | 376 | 313 |
| 2. Reyer Venezia Mestre | 4  | 1 | 3 | 323 | 365 |
| 3. Standard Lüttich BC  | 4  | 1 | 3 | 327 | 348 |

## Halbfinale
|                        | Gesamt  |                    | Hinspiel | Rückspiel |
| ---------------------- | ------- | ------------------ | -------- | --------- |
| Alco Fortitudo Bologna | 169:163 | AS Berck Basket    | 81:68    | 88:95     |
| Jugoplastika Split     | 172:158 | Stella Azzurra Rom | 96:71    | 76:87     |

## Finale
Das Endspiel fand in Genua statt.
|                    | Ergebnis |                        |
| ------------------ | -------- | ---------------------- |
| Jugoplastika Split | 87:84    | Alco Fortitudo Bologna |

- Final-Topscorer:  Željko Jerkov (Jugoplastika Split): 34 Punkte